# Spearfish
Spearfish er en amerikansk by i Lawrence County, i staten South Dakota. I 2005 havde byen et indbyggertal på 12.406.

## Ekstern henvisning
- Spearfishs hjemmeside (engelsk) Arkiveret 19. september 2015 hos  Wayback Machine

44°29′23″N 103°51′09″V / 44.4897°N 103.8525°V